# Association Sportive de Monaco Football Club 1993-1994
La pagina raccoglie i dati riguardanti il Monaco nelle competizioni ufficiali della stagione 1993-1994.

## Stagione
Ottenuta la qualificazione alla Champions League in sostituzione dell'Olympique Marsiglia, implicato nel caso VA-OM e squalificato dalle competizioni continentali, il Monaco riuscì a raggiungere le semifinali dove fu estromesso dal Milan futuro campione d'Europa. Per quanto riguarda la Division 1 i monegaschi disputarono un campionato lontani dal vertice (l'unico acuto fu il titolo di capocannoniere del torneo vinto da Youri Djorkaeff), mentre in Coppa di Francia furono eliminati agli ottavi di finale, al termine di un incontro contro l'Olympique Marsiglia conclusosi ai calci di rigore.

## Maglie e sponsor
Nella stagione 1993-94 vengono confermate tutte le maglie e gli sponsor introdotti nel 1991 (Adidas per il fornitore tecnico, Tamoil per lo sponsor ufficiale), eccetto quello sui calzoncini, che ora è Chamlet.
| Manica sinistra · Manica sinistra · Maglietta · Maglietta · Manica destra · Manica destra · Pantaloncini · Pantaloncini · Calzettoni |

## Organigramma societario
Area direttiva:
- Presidente:  Jean-Louis Campora

Area tecnica:
- Allenatore:  Arsène Wenger

## Rosa
| N. |                    | Ruolo | Calciatore       |
| -- | ------------------ | ----- | ---------------- |
|    | Francia (bandiera) | P     | Jean-Luc Ettori  |
|    | Francia (bandiera) | P     | Stéphane Porato  |
|    | Francia (bandiera) | D     | Lilian Thuram    |
|    | Francia (bandiera) | D     | Patrick Blondeau |
|    | Francia (bandiera) | D     | Franck Dumas     |
|    | Francia (bandiera) | D     | Erwan Manac'h    |
|    | Belgio (bandiera)  | C     | Vincenzo Scifo   |
|    | Francia (bandiera) | C     | Claude Puel      |
|    | Francia (bandiera) | C     | Emmanuel Petit   |
|    | Francia (bandiera) | C     | Yannick Baret    |

| N. |                     | Ruolo | Calciatore        |
| -- | ------------------- | ----- | ----------------- |
|    | Francia (bandiera)  | C     | Frédéric Brando   |
|    | Francia (bandiera)  | C     | Gilles Grimandi   |
|    | Francia (bandiera)  | C     | Sylvain Legwinski |
|    | Francia (bandiera)  | C     | Laurent Viaud     |
|    | Germania (bandiera) | A     | Jürgen Klinsmann  |
|    | Nigeria (bandiera)  | A     | Victor Ikpeba     |
|    | Francia (bandiera)  | A     | Youri Djorkaeff   |
|    | Francia (bandiera)  | A     | Jerome Gnako      |
|    | Francia (bandiera)  | A     | Luc Sonor         |

## Statistiche

### Statistiche di squadra
| Competizione     | Punti | Totale | Totale | Totale | Totale | Totale | Totale | DR  |
| Competizione     | Punti | G      | V      | N      | P      | Gf     | Gs     | DR  |
| ---------------- | ----- | ------ | ------ | ------ | ------ | ------ | ------ | --- |
| Division 1       | 41    | 38     | 14     | 13     | 11     | 52     | 36     | +16 |
| Coppa di Francia | -     | 3      | 2      | 1      | 0      | 3      | 0      | +3  |
| Champions League | -     | 11     | 5      | 2      | 5      | 15     | 10     | +5  |
| Totale           |       | 52     | 21     | 16     | 16     | 70     | 46     | +24 |